# Deolinda Ngulela
Deolinda Ngulela (sinh ngày 18 tháng 4 năm 1981) là một nữ cầu thủ bóng rổ chuyên nghiệp đến từ Mozambique.